# Antarcticite
Antarcticite là một khoáng chất hexahydrat calci chloride không phổ biến với công thức: CaCl 2 · 6H 2 O. Nó tạo thành các tinh thể tam giác dạng thấu kính không màu. Nó hút ẩm và có trọng lượng riêng thấp là 1.715.
Như tên gọi của nó ngụ ý, nó được mô tả lần đầu tiên vào năm 1965 cho một lần xuất hiện trong Nam Cực, nơi nó xảy ra như tinh thể kết tủa từ một cao mặn nước muối trong Don Juan Pond, vào cuối phía tây của Wright Valley, Victoria Land. Khám phá này được thực hiện bởi các nhà địa hóa học Nhật Bản Tetsuya Torii và Joyo Ossaka.  Nó cũng được báo cáo từ nước muối ở Hồ Bristol Dry, California, và nước muối phân tầng trong các lỗ xanh trên Đảo Bắc Andros ở Bahamas. Nó cũng đã được ghi nhận trong các bao thể chất lỏng bên trong thạch anhtrong các thể pegmatit ở phức hợp Bushveld ở Nam Phi. Nó xuất hiện cùng với halit, thạch cao và celestine trong hồ khô ở California.
Một khoáng chất tương tự, sinjarit, dihydrat của calci chloride, kết tinh trong hệ tứ giác.  Hydrophilite là một khoáng chất calci chloride hiện đang bị mất uy tín được coi là antarcticit hoặc sinjarit.